# Grottes d'Aizpitarte
Les grottes d'Aizpitarte sont une série de cavités dont l'une, Aizpitarte IV, est une grotte ornée et un site préhistorique. Elles sont situées dans la commune d'Errenteria, dans la province du Guipuscoa, dans la communauté autonome du Pays basque, en Espagne,. C'est le principal site du Paléolithique supérieur de l'est du Guipuscoa.

## Situation
Les grottes d'Aizpitarte se trouvent sur la rive droite du ruisseau Landarbaso, en bordure du parc naturel des Rochers d'Aya (es).

## Historique
La grotte Aizpitarte IV a été fouillée par José Miguel de Barandiarán Ayerbe dans les années 1960. Cette première campagne de fouilles a fait l'objet de plusieurs articles parus dans la revue Munibe : en 1961, n° 3-4, en 1962, n° 1-2, en 1963 et 1965, articles illustrés de nombreux dessins.
Les fouilles de la grotte Aizpitarte III ont commencé plus récemment,.

## Industrie lithique
Aizpitarte IV a connu une longue occupation préhistorique, au moins du Gravettien jusqu'au Magdalénien. Le site a notamment livré des lames, des poinçons, divers types de grattoirs, etc.

## Art mobilier
Parmi les découvertes notables, signalons une plaque gravée d'une tête de cerf, un bâton percé, des tiges décorées et plusieurs os gravés de figures animales.

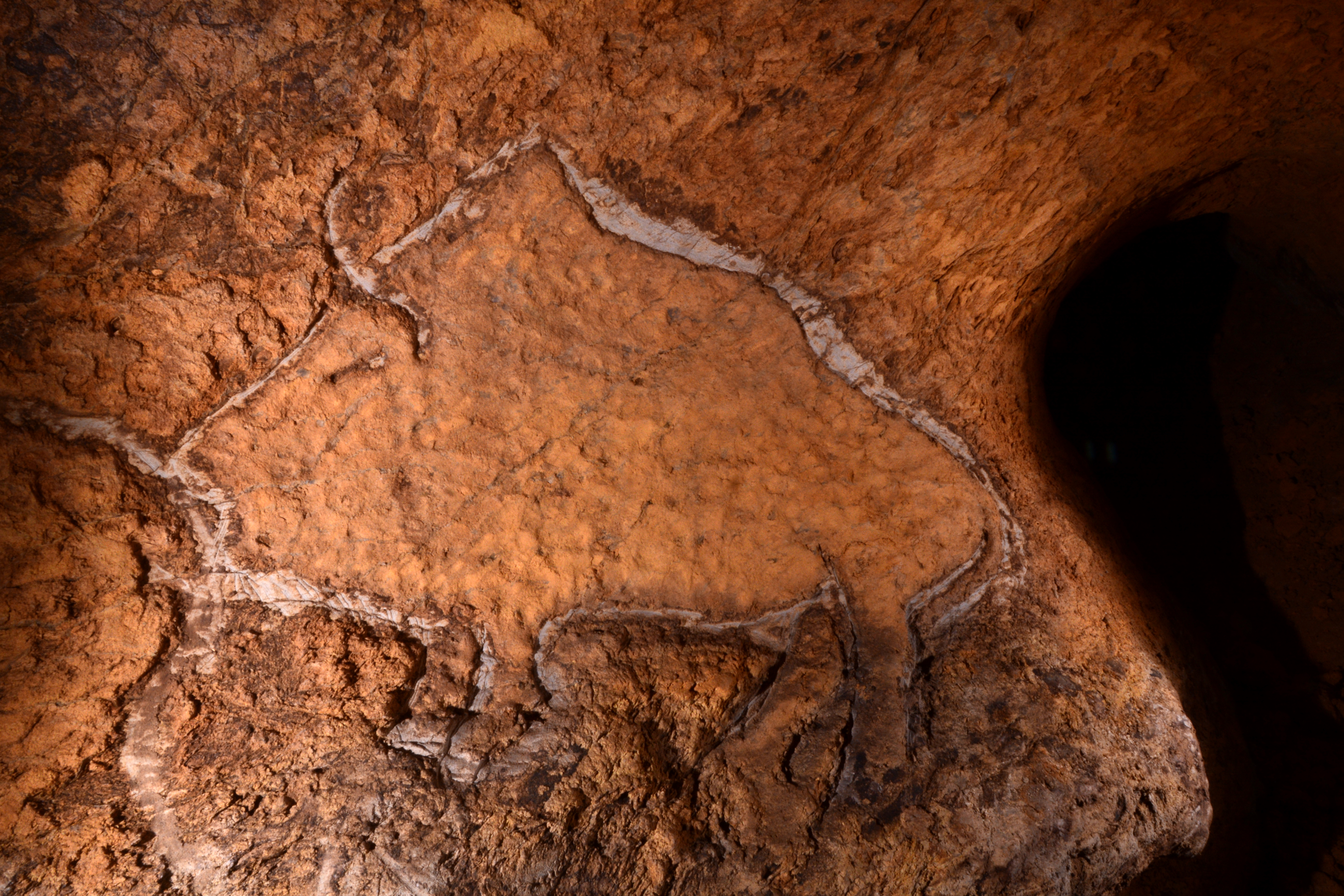
Bison de la grotte d'Aizpitarte

## Art pariétal
En 2015, plusieurs gravures pariétales réalisées il y a 28 000 à 20 000 ans (Gravettien et Solutréen) ont été découvertes. Les gravures représentent divers animaux, notamment des chevaux et des bisons.
Le 10 juillet 2017, des spéléologues de l'association Félix Ugarte ont découvert plusieurs figures d'animaux tracées sur des parois argileuses dans la grotte Aizpitarte IV, sur un itinéraire jusqu'alors inexploré. Au total, 15 figures ont été trouvées, dont deux bisons, des chevaux et deux vautours. Elles datent du Magdalénien et utilisent une technique jamais vue auparavant dans la région cantabrique, similaire à celle connue en Ariège, en France. Les artistes ont utilisé des outils en silex pour façonner des sortes de bas-reliefs et leur donner du volume.